# It Girl (canção de Pharrell Williams)
"It Girl" é uma canção do cantor e produtor musical estadunidense Pharrell Williams. Ela foi escrita e produzida por Pharrell. A canção foi lançada em 10 de novembro de 2014, pela gravadora Columbia Records como o quinto single de seu segundo álbum de estúdio Girl, no Reino Unido.

## Faixas
| Download digital |           |         |  |
| N.º              | Título    | Duração |  |
| 1.               | "It Girl" | 4:47    |  |

## Vídeo e musica
O vídeo oficial da música "It Girl" foi dirigido por Fantasista Utamaro e Mr., e teve seu lançamento em 30 de setembro de 2014. Produzido pelo designer japonês Takashi Murakami juntamente com  Kaikai Kiki, no Estudio NAZ, o clipe tem inspiração em diversos animes, estilo de vários desenhos animados japoneses e jogos de vídeo.

## Desempenho nas paradas
| Paradas (2014) | Melhor posição |
| -------------- | -------------- |
| França (SNEP)  | 60             |

## Histórico de lançamento
| País        | Data                   | Formato                | Gravadora |
| ----------- | ---------------------- | ---------------------- | --------- |
| Reino Unido | 10 de novembro de 2014 | Contemporary hit radio | Sony      |